# Romāns Mickevičs
Romāns Mickevičs (Riga, 29 marzo 1993) è un ex calciatore lettone, di ruolo centrocampista.

## Carriera
Ha giocato nella massima serie lettone.

## Palmarès

### Club

#### Competizioni nazionali
- Coppa di Lettonia: 1

Riga FC: 2018
- Campionato lettone: 1

Riga FC: 2018